# We Want Live with Rock 'n' Roll
We Want Live with Rock 'n' Roll è il primo singolo del gruppo heavy metal italiano Vanadium, pubblicato nel 1981 con l'etichetta Mister e distribuito dalla Durium.

## Tracce
1. We Want Live with Rock 'n' Roll
2. Heavy Metal

## Formazione
- Pino Scotto - voce
- Stefano Tessarin - chitarra
- Fortunato Saccà - basso
- Americo Costantino - batteria
- Ruggero Zanolini - tastiere